# Nipponacmea
Nipponacmea (лат.) — род морских брюхоногих моллюсков семейства Lottiidae. Длина раковины от 1,6 до 2 см. Обитает в северо-западной части Тихого океана. Безвреден для человека, не является объектом промысла. Охранный статус видов рода не оценивался.

## Классификация
На январь 2024 года в род включают 11 видов:
- Nipponacmea boninensis (Asakura & Nishihama, 1987)
- Nipponacmea concinna (Lischke, 1870)
- Nipponacmea fuscoviridis (Teramachi, 1949)
- Nipponacmea gloriosa (Habe, 1944)
- Nipponacmea habei Sasaki & Okutani, 1994
- Nipponacmea moskalevi Chernyshev & Chernova, 2002
- Nipponacmea nigrans (Kira, 1961)
- Nipponacmea radula (Kira, 1961)
- Nipponacmea schrenckii (Lischke, 1868)
- Nipponacmea teramachii (Kira, 1961)
- Nipponacmea vietnamensis Chernyshev, 2008